# Список птахів Сейшельських Островів
Це перелік видів птахів, зафіксованих на території Сейшельських Островів. Авіфауна Сейшельських Островів налічує загалом 278 види, з яких 14 є ендемічними, 10 видів були інтродуковані на Сейшельських островах. 178 видів вважаються рідкісними або випадковими, 10 видів були знищенні на території країни, 16 видів перебувають під загрозою глобального зникнення.

## Позначки
Наступні теги використані для виділення деяких категорій птахів.
- (А) Випадковий — вид, який рідко або випадково трапляється на Сейшельських Островах
- (Е) Ендемічний — вид, який є ендеміком Сейшельських островів
- (I) Інтродукований — вид, завезений на Сейшельські острови як наслідок, прямих чи непрямих дій людських дій
- (Ex) Локально вимерлий — вид, який більше не трапляється на Сейшельських Островах, хоча його популяції існують в інших місцях

## Пірникозоподібні(Podicipediformes)
Родина: Пірникозові (Podicipedidae)
- Пірникоза чорношия, Podiceps nigricollis (A)

## Буревісникоподібні(Procellariiformes)
Родина: Буревісникові (Procellariidae)
- Буревісник гігантський, Macronectes giganteus (A)
- Пінтадо, Daption capense (A)
- Тайфунник кермадецький, Pterodroma neglecta (A)
- Бульверія товстодзьоба, Bulweria fallax (A)
- Буревісник світлоногий, Ardenna carneipes (A)
- Буревісник клинохвостий, Ardenna pacificus
- Буревісник реюньйонський, Puffinus bailloni

Родина: Океанникові (Oceanitidae)
- Океанник Вільсона, Oceanites oceanicus (A)
- Океанник білобровий, Pelagodroma marina (A)

Родина: Качуркові (Hydrobatidae)
- Качурка вилохвоста, Hydrobates monorhis (A)
- Качурка Матсудайра, Hydrobates matsudairae (A)

## Фаетоноподібні(Phaethontiformes)
Родина: Фаетонові (Phaethontidae)
- Фаетон червонодзьобий, Phaethon aethereus (A)
- Фаетон червонохвостий, Phaethon rubricauda
- Фаетон білохвостий, Phaethon lepturus

## Сулоподібні(Suliformes)
Родина: Сулові (Sulidae)
- Сула чорнокрила, Sula abbotti (Ex)
- Сула жовтодзьоба, Sula dactylatra
- Сула червононога, Sula sula
- Сула білочерева, Sula leucogaster

Родина: Бакланові (Phalacrocoracidae)
- Баклан великий, Phalacrocorax carbo (A)
- Баклан африканський, Microcarbo africanus (A)

Родина: Фрегатові (Fregatidae)
- Фрегат тихоокеанський, Fregata minor
- Фрегат-арієль, Fregata ariel

## Лелекоподібні(Ciconiiformes)
Родина: Лелекові (Ciconiidae)
- Лелека білий, Ciconia ciconia (A)

## Пеліканоподібні(Pelecaniformes)
Родина: Пеліканові (Pelecanidae)
- Пелікан африканський, Pelecanus rufescens (Ex)

Родина: Чаплеві (Ardeidae)
- Чапля сіра, Ardea cinerea
- Чапля руда, Ardea purpurea (A)
- Чепура велика, Ardea alba (A)
- Чепура середня, Ardea intermedia (A)
- Чепура мала, Egretta garzetta (A)
- Чапля жовта, Ardeola ralloides (A)
- Чапля індійська, Ardeola grayii (A)
- Чапля синьодзьоба, Ardeola idae
- Чапля єгипетська, Bubulcus ibis
- Чапля мангрова, Butorides striata
- Квак звичайний, Nycticorax nycticorax
- Бугайчик звичайний, Ixobrychus minutus (A)
- Бугайчик китайський, Ixobrychus sinensis
- Бугайчик рудий, Ixobrychus cinnamomeus (A)
- Бугай водяний, Botaurus stellaris (A)

Родина: Ібісові (Threskiornithidae)
- Ібіс мадагаскарський, Threskiornis bernieri
- Коровайка бура, Plegadis falcinellus (A)

## Фламінгоподібні(Phoenicopteriformes)
Родина: Фламінгові (Phoenicopteridae)
- Фламінго рожевий, Phoenicopterus roseus

## Гусеподібні(Anseriformes)
Родина: Качкові (Anatidae)
- Свистач білоголовий, Dendrocygna viduata (A)
- Огар рудий, Tadorna ferruginea (A)
- Свищ євразійський, Mareca penelope (A)
- Крижень звичайний, Anas platyrhynchos (A)
- Шилохвіст північний, Anas acuta (A)
- Чирянка велика, Spatula querquedula
- Широконіска північна, Spatula clypeata (A)
- Чернь білоока, Aythya nyroca (A)
- Качка мускусна, Cairina moschata

## Яструбоподібні(Accipitriformes)
Родина: Скопові (Pandionidae)
- Скопа, Pandion haliaetus (A)

Родина: Яструбові (Accipitridae)
- Осоїд євразійський, Pernis apivorus (A)
- Орел-карлик, Hieraaetus pennatus (A)
- Лунь очеретяний, Circus aeruginosus (A)
- Circus macrosceles (A)
- Лунь степовий, Circus macrourus (A)
- Шуліка чорний, Milvus migrans (A)

## Соколоподібні(Falconiformes)
Родина: Соколові (Falconidae)
- Боривітер степовий, Falco naumanni (A)
- Боривітер мадагаскарський, Falco newtoni (A)
- Боривітер сейшельський, Falco araea (E)
- Кібчик червононогий, Falco vespertinus (A)
- Кібчик амурський, Falco amurensis (A)
- Підсоколик Елеонори, Falco eleonorae (A)
- Підсоколик сірий, Falco concolor (A)
- Підсоколик великий, Falco subbuteo (A)
- Балабан, Falco cherrug (A)
- Сапсан, Falco peregrinus (A)

## Куроподібні(Galliformes)
Родина: Фазанові (Phasianidae)
- Турач сірий, Ortygornis pondicerianus (I)
- Перепілка звичайна, Coturnix coturnix (A)

## Журавлеподібні(Gruiformes)
Родина: Пастушкові (Rallidae)
- Пастушок білогорлий, Dryolimnas cuvieri
- Деркач лучний, Crex crex (A)
- Багновик білогрудий, Amaurornis phoenicurus (A)
- Погонич буроголовий, Aenigmatolimnas marginalis (A)
- Погонич малий, Zapornia parva (A)
- Погонич звичайний, Porzana porzana (A)
- Султанка зеленоспинна, Porphyrio madagascariensis (Ex)
- Султанка африканська, Porphyrio alleni (A)
- Курочка мала, Paragallinula angulata (A)
- Курочка водяна, Gallinula chloropus

## Сивкоподібні(Charadriiformes)
Родина: Крабоїдові (Dromadidae)
- Крабоїд, Dromas ardeola

Родина: Куликосорокові (Haematopodidae)
- Кулик-сорока євразійський, Haematopus ostralegus (A)

Родина: Чоботарові (Recurvirostridae)
- Кулик-довгоніг чорнокрилий, Himantopus himantopus (A)

Родина: Лежневі (Burhinidae)
- Лежень степовий, Burhinus oedicnemus (A)

Родина: Дерихвостові (Glareolidae)
- Дерихвіст лучний, Glareola pratincola (A)
- Дерихвіст забайкальський, Glareola maldivarum (A)
- Дерихвіст степовий, Glareola nordmanni (A)
- Дерихвіст мадагаскарський, Glareola ocularis (A)

Родина: Сивкові (Charadriidae)
- Чайка степова, Vanellus gregarius (A)
- Чайка шпорова, Vanellus spinosus (A)
- Чайка мала, Vanellus lugubris (A)
- Сивка бурокрила, Pluvialis fulva
- Сивка морська, Pluvialis squatarola
- Пісочник великий, Charadrius hiaticula
- Пісочник малий, Charadrius dubius (A)
- Пісочник монгольський, Charadrius mongolus
- Пісочник товстодзьобий, Charadrius leschenaultii
- Пісочник каспійський, Charadrius asiaticus (A)
- Пісочник довгоногий, Charadrius veredus (A)

Родина: Баранцеві (Scolopacidae)
- Баранець азійський, Gallinago stenura (A)
- Баранець великий, Gallinago media (A)
- Баранець звичайний, Gallinago gallinago (A)
- Грицик великий, Limosa limosa (A)
- Грицик малий, Limosa lapponica
- Кульон-крихітка, Numenius minutus (A)
- Кульон середній, Numenius phaeopus
- Кульон великий, Numenius arquata
- Коловодник чорний, Tringa erythropus (A)
- Коловодник звичайний, Tringa totanus (A)
- Коловодник ставковий, Tringa stagnatilis (A)
- Коловодник великий, Tringa nebularia
- Коловодник лісовий, Tringa ochropus (A)
- Коловодник болотяний, Tringa glareola
- Коловодник попелястий, Tringa brevipes (A)
- Мородунка, Xenus cinereus
- Набережник палеарктичний, Actitis hypoleucos
- Крем'яшник звичайний, Arenaria interpres
- Побережник великий, Calidris tenuirostris (A)
- Побережник білий, Calidris alba
- Побережник малий, Calidris minuta
- Побережник білохвостий, Calidris temminckii (A)
- Побережник довгопалий, Calidris subminuta (A)
- Побережник арктичний, Calidris melanotos (A)
- Побережник гострохвостий, Calidris acuminata (A)
- Побережник червоногрудий, Calidris ferruginea
- Побережник болотяний, Calidris falcinellus (A)
- Жовтоволик, Calidris subruficollis (A)
- Брижач, Calidris pugnax (A)
- Плавунець круглодзьобий, Phalaropus lobatus (A)

Родина: Поморникові (Stercorariidae)
- Поморник антарктичний, Stercorarius maccormicki (A)
- Поморник фолклендський, Stercorarius antarctica
- Поморник короткохвостий, Stercorarius parasiticus (A)

Родина: Мартинові (Laridae)
- Мартин чорнокрилий, Larus fuscus (A)
- Larus heuglini (A)
- Мартин звичайний, Chroicocephalus ridibundus (A)
- Крячок чорнодзьобий, Gelochelidon nilotica
- Крячок каспійський, Hydroprogne caspia
- Крячок бенгальський, Thalasseus bengalensis
- Крячок рябодзьобий, Thalasseus sandvicensis (A)
- Крячок жовтодзьобий, Thalasseus bergii
- Крячок рожевий, Sterna dougallii
- Крячок індонезійський, Sterna sumatrana
- Крячок річковий, Sterna hirundo
- Крячок аравійський, Sterna repressa (A)
- Крячок малий, Sternula albifrons (A)
- Крячок мекранський, Sternula saundersi
- Крячок бурокрилий, Onychoprion anaethetus
- Крячок строкатий, Onychoprion fuscatus
- Крячок білощокий, Chlidonias hybrida (A)
- Крячок білокрилий, Chlidonias leucopterus
- Крячок тонкодзьобий, Anous tenuirostris
- Крячок бурий, Anous stolidus
- Крячок білий, Gygis alba

## Голубоподібні(Columbiformes)
Родина: Голубові (Columbidae)
- Голуб сизий, Columba livia (I)
- Горлиця звичайна, Streptopelia turtur (A)
- Горлиця мадагаскарська, Nesoenas picturatus
- Geopelia striata (I)
- Alectroenas sganzini
- Alectroenas pulcherrimus (E)

## Папугоподібні(Psittaciformes)
Родина: Psittaculidae
- Папужець сейшельський, Psittacula wardi (E, Ex)
- Папуга Крамера, Psittacula krameri (I, Ex)
- Нерозлучник сизий, Agapornis canus (I, Ex)
- Папужець-ваза сейшельський, Coracopsis barklyi (E)

## Зозулеподібні(Cuculiformes)
Родина: Зозулеві (Cuculidae)
- Зозуля строката, Clamator jacobinus (A)
- Зозуля чубата, Clamator glandarius (A)
- Зозуля звичайна, Cuculus canorus (A)
- Зозуля мала, Cuculus poliocephalus (A)
- Коукал мадагаскарський, Centropus toulou

## Совоподібні(Strigiformes)
Родина: Сипухові (Tytonidae)
- Сипуха крапчаста, Tyto alba

Родина: Совові (Strigidae)
- Сплюшка євразійська, Otus scops
- Сплюшка магейська, Otus insularis (E)
- Пугач блідий, Bubo lacteus
- Пугач-рибоїд бурий, Ketupa zeylonensis

## Дрімлюгоподібні(Caprimulgiformes)
Родина: Дрімлюгові (Caprimulgidae)
- Дрімлюга звичайний, Caprimulgus europaeus (A)
- Дрімлюга мадагаскарський, Caprimulgus madagascariensis

## Серпокрильцеподібні(Apodiformes)
Родина: Серпокрильцеві (Apodidae)
- Салангана сейшельська, Aerodramus elaphrus (E)
- Колючохвіст білогорлий, Hirundapus caudacutus (A)
- Серпокрилець білочеревий, Apus melba (A)
- Серпокрилець чорний, Apus apus (A)
- Серпокрилець сибірський, Apus pacificus (A)
- Серпокрилець малий, Apus affinis (A)
- Серпокрилець пальмовий, Cypsiurus parvus (A)

## Сиворакшоподібні(Coraciiformes)
Родина: Рибалочкові (Alcedinidae)
- Альціон сіроголовий, Halcyon leucocephala (A)

Родина: Бджолоїдкові (Meropidae)
- Бджолоїдка зелена, Merops persicus (A)
- Бджолоїдка оливкова, Merops superciliosus (A)
- Бджолоїдка звичайна, Merops apiaster (A)

Родина: Сиворакшові (Coraciidae)
- Сиворакша євразійська, Coracias garrulus (A)
- Широкорот африканський, Eurystomus glaucurus

## Bucerotiformes
Родина: Одудові (Upupidae)
- Одуд, Upupa epops (A)

## Горобцеподібні(Passeriformes)
Родина: Жайворонкові (Alaudidae)
- Жайворонок двоплямистий, Melanocorypha bimaculata (A)
- Жайворонок малий, Calandrella brachydactyla (A)

Родина: Вангові (Vangidae)
- Ванга руда, Schetba rufa (A)

Родина: Ластівкові (Hirundinidae)
- Riparia cowani (A)
- Ластівка берегова, Riparia riparia (A)
- Мурівка світла, Phedina borbonica (A)
- Ластівка сільська, Hirundo rustica
- Ластівка ниткохвоста, Hirundo smithii (A)
- Ластівка міська, Delichon urbicum (A)

Родина: Плискові (Motacillidae)
- Плиска біла, Motacilla alba (A)
- Плиска жовтоголова, Motacilla citreola (A)
- Плиска жовта, Motacilla flava (A)
- Плиска гірська, Motacilla cinerea (A)
- Щеврик азійський, Anthus richardi (A)
- Щеврик лісовий, Anthus trivialis
- Щеврик червоногрудий, Anthus cervinus (A)

Родина: Бюльбюлеві (Pycnonotidae)
- Горована мадагаскарська, Hypsipetes madagascariensis
- Горована товстодзьоба, Hypsipetes crassirostris (E)

Родина: Очеретянкові (Acrocephalidae)
- Цикіріті альдабранський, Nesillas aldabrana (E, Ex)
- Очеретянка лучна, Acrocephalus schoenobaenus (A)
- Очеретянка сейшельська, Acrocephalus sechellensis (E)
- Берестянка звичайна, Hippolais icterina (A)

Родина: Вівчарикові (Phylloscopidae)
- Вівчарик весняний, Phylloscopus trochilus (A)
- Вівчарик-ковалик, Phylloscopus collybita (A)
- Вівчарик жовтобровий, Phylloscopus sibilatrix (A)

Родина: Кропив'янкові (Sylviidae)
- Кропив'янка чорноголова, Sylvia atricapilla (A)
- Кропив'янка сіра, Curruca communis (A)

Родина: Мухоловкові (Muscicapidae)
- Скеляр строкатий, Monticola saxatilis (A)
- Мухоловка сіра, Muscicapa striata (A)
- Соловейко рудохвостий, Cercotrichas galactotes (A)
- Шама сейшельська, Copsychus sechellarum (E)
- Горихвістка звичайна, Phoenicurus phoenicurus (A)
- Трав'янка лучна, Saxicola rubetra (A)
- Saxicola maurus (A)
- Кам'янка звичайна, Oenanthe oenanthe (A)
- Кам'янка пустельна, Oenanthe deserti (A)
- Кам'янка лиса, Oenanthe pleschanka (A)
- Кам'янка попеляста, Oenanthe isabellina (A)

Родина: Монархові (Monarchidae)
- Монарх-довгохвіст сейшельський, Terpsiphone corvina (E)

Родина: Нектаркові (Nectariniidae)
- Маріка мадагаскарська, Cinnyris sovimanga
- Маріка малабарська, Cinnyris abbotti (E)
- Маріка сейшельська, Cinnyris dussumieri (E)

Родина: Окулярникові (Zosteropidae)
- Окулярник майотійський, Zosterops mayottensis (Ex)
- Окулярник мадагаскарський, Zosterops maderaspatanus
- Окулярник магейський, Zosterops modestus (E)
- Окулярник сейшельський, Zosterops semiflavus (E, Ex)

Родина: Вивільгові (Oriolidae)
- Вивільга звичайна, Oriolus oriolus (A)

Родина: Сорокопудові (Laniidae)
- Сорокопуд терновий, Lanius collurio (A)
- Сорокопуд чорнолобий, Lanius minor (A)
- Сорокопуд червоноголовий, Lanius senator (A)

Родина: Дронгові (Dicruridae)
- Дронго альдабранський, Dicrurus aldabranus (E)

Родина: Воронові (Corvidae)
- Ворона індійська, Corvus splendens (I)
- Крук строкатий, Corvus albus

Родина: Шпакові (Sturnidae)
- Майна індійська, Acridotheres tristis (I)
- Шпак рожевий, Pastor roseus (A)
- Шпак жовтоголовий, Creatophora cinerea (A)

Родина: Ткачикові (Ploceidae)
- Фуді червоний, Foudia madagascariensis (I?)
- Фуді альдабранський, Foudia aldabrana (E)
- Фуді сейшельський, Foudia sechellarum (E)

Родина: Астрильдові (Estrildidae)
- Астрильд смугастий, Estrilda astrild (I)

Родина: Вівсянкові (Emberizidae)
- Вівсянка садова, Emberiza hortulana (A)

Родина: В'юркові (Fringillidae)
- Чечевиця євразійська, Carpodacus erythrinus (A)
- Щедрик жовтолобий, Crithagra mozambica (I)

Родина: Горобцеві (Passeridae)
- Горобець хатній, Passer domesticus (I)